# Малые Луки (Брестская область)
Ма́лые Лу́ки (бел. Малыя Лукі) — деревня в Барановичском районе Брестской области Белоруссии. Входит в состав Великолукского сельсовета. Население — 42 человека (2023).

## География
Площадь деревни — 0,867 квадратных километра. Высота над уровнем моря — 172 метра. Расположена в 8,5 км к юго-востоку от Барановичей, в 6,5 км к юго-западу от центра сельсовета, агрогородка Русино. К юго-западу от деревни протекает ручей Рагознянка, впадающий в реку Мышанка. Глубина водоносного горизонта — 41 метр. С юго-запада к Малым Лукам примыкает деревня Великие Луки; с северо-востока — Новые Луки. Действуют молочно-товарная ферма и гостевой дом «Завалинка».

## История
На карте 1820-х годов на месте нынешней деревни — местечко Луки. В середине XIX века выделилась деревня Малые Луки. В конце XIX — начале XX веков деревня была в составе Ястрембельской волости Новогрудского уезда Минской губернии. По переписи 1897 года в деревне было 76 дворов, а к 1909 году количество дворов увеличилось до 96.
Согласно Рижскому мирному договору 1921 года деревня вошла в состав гмины Ястрембель Барановичского повета Новогрудского воеводства Польши. По переписи 1921 года в деревне Луки Малые числилось 39 жилых и 22 прочих обитаемых здания, в которых проживало 337 человек (175 мужчин, 162 женщины), из них 193 белоруса, 125 поляков и 19 евреев (по вероисповеданию 279 православных, 39 римских католиков и 19 иудеев).
В 1939 году присоединена к БССР. В период Великой Отечественной войны с июня 1941 года по 7 июля 1944 года находилась под немецкой оккупацией, на фронтах погибло 27 жителей деревни.
С 12 октября 1940 года — в Великолукском сельсовете Новомышского района Барановичской области. 8 января 1954 года вошла в состав Брестской области, 8 апреля 1957 года — район переименован в Барановичский.

## Население
По состоянию на 1 января 2023 года в деревне проживало 42 человека в 26 хозяйствах, в том числе 7 моложе трудоспособного возраста, 23 — в трудоспособном возрасте и 12 — старше трудоспособного возраста. 
| Численность населения (по переписи) | Численность населения (по переписи) | Численность населения (по переписи) | Численность населения (по переписи) | Численность населения (по переписи) | Численность населения (по переписи) | Численность населения (по переписи) | Численность населения (по переписи) | Численность населения (по переписи) |
| 1897                                | 1909                                | 1921                                | 1939                                | 1959                                | 1970                                | 1999                                | 2009                                | 2019                                |
| ----------------------------------- | ----------------------------------- | ----------------------------------- | ----------------------------------- | ----------------------------------- | ----------------------------------- | ----------------------------------- | ----------------------------------- | ----------------------------------- |
| 458                                 | ↗542                                | ↘337                                | ↗626                                | ↘417                                | ↘290                                | ↘107                                | ↘81                                 | ↘42                                 |

## Известные уроженцы
- Леонид Михайлович Сущеня (1929—2015) — белорусский зоолог.